# Piloto Pardo (AP-45)
El Piloto Pardo (AP-45) fue una unidad naval de la marina de guerra de Chile en servicio de 1959 a 1997. Actualmente funciona como barco turístico bajo el nombre Antartic Dream.

## Historia
Construido en Países Bajos, fue botado en 1958 y asignado en 1959.
En 1982 durante la Guerra de Malvinas el Piloto Pardo colaboró con la búsqueda de sobrevivientes del hundimiento del crucero ARA General Belgrano de la Armada Argentina.
En 1997 fue vendido a un particular, renombrado Antartic Dream y asignado a turismo en los canales patagónicos y la Antártida.